# 2004년 하계 올림픽 바하마 선수단
2004년 하계 올림픽 바하마 선수단은 그리스 아테네에서 열린 2004년 하계 올림픽에 참가한 올림픽 바하마 선수단이다.

## 메달리스트
| 메달   | 이름                | 종목 | 세부종목  | 날짜     |
| ------ | ------------------- | ---- | --------- | -------- |
| 금메달 | 토니크 윌리엄스달링 | 육상 | 여자 400m | 8월 24일 |
| 동메달 | 데비 퍼거슨         | 육상 | 여자 200m | 8월 26일 |